# Kanton Dourdan
Der Kanton Dourdan ist seit 1967 ein französischer Wahlkreis (seit 2015) in den Arrondissements Étampes und Palaiseau (bis 2015: nur Arrondissement Ètampes), im Département Essonne und in der Region Île-de-France; sein Hauptort ist Dourdan. Vertreter im Generalrat des Départements ist seit 2004 Dominique Écharoux (UMP/LR) sowie seit 2015 Dany Boyer (DVD).

## Gemeinden
Der Kanton besteht aus 28 Gemeinden mit insgesamt 67.960 Einwohnern (Stand: 1. Januar 2022) auf einer Gesamtfläche von 289,07 km²:
| Gemeinde                   | Einwohner 1. Januar 2022 | Fläche km² | Dichte Einw./km² | Code INSEE | Postleitzahl | Arrondissement |
| -------------------------- | ------------------------ | ---------- | ---------------- | ---------- | ------------ | -------------- |
| Angervilliers              | 1.720                    | 9,01       | 191              | 91017      | 91470        | Palaiseau      |
| Breuillet                  | 9.023                    | 6,69       | 1.349            | 91105      | 91650        | Palaiseau      |
| Breux-Jouy                 | 1.283                    | 4,68       | 274              | 91106      | 91650        | Étampes        |
| Briis-sous-Forges          | 3.375                    | 10,86      | 311              | 91111      | 91640        | Palaiseau      |
| Chamarande                 | 1.104                    | 5,74       | 192              | 91132      | 91730        | Étampes        |
| Chauffour-lès-Étréchy      | 135                      | 4,80       | 28               | 91148      | 91580        | Étampes        |
| Corbreuse                  | 1.675                    | 15,79      | 106              | 91175      | 91410        | Étampes        |
| Courson-Monteloup          | 570                      | 3,74       | 152              | 91186      | 91680        | Palaiseau      |
| Dourdan                    | 11.068                   | 30,64      | 361              | 91200      | 91410        | Étampes        |
| Étréchy                    | 6.926                    | 14,06      | 493              | 91226      | 91580        | Étampes        |
| Fontenay-lès-Briis         | 2.322                    | 9,72       | 239              | 91243      | 91640        | Palaiseau      |
| Forges-les-Bains           | 4.138                    | 14,58      | 284              | 91249      | 91470        | Palaiseau      |
| Janvry                     | 649                      | 8,24       | 79               | 91319      | 91640        | Palaiseau      |
| La Forêt-le-Roi            | 493                      | 7,94       | 62               | 91247      | 91410        | Étampes        |
| Les Granges-le-Roi         | 1.187                    | 12,68      | 94               | 91284      | 91410        | Étampes        |
| Le Val-Saint-Germain       | 1.550                    | 12,57      | 123              | 91630      | 91530        | Étampes        |
| Limours                    | 6.408                    | 14,25      | 450              | 91338      | 91470        | Palaiseau      |
| Mauchamps                  | 379                      | 3,16       | 120              | 91378      | 91730        | Étampes        |
| Richarville                | 388                      | 10,35      | 37               | 91519      | 91410        | Étampes        |
| Roinville                  | 1.314                    | 13,40      | 98               | 91525      | 91410        | Étampes        |
| Saint-Chéron               | 5.176                    | 11,44      | 452              | 91540      | 91530        | Étampes        |
| Saint-Cyr-sous-Dourdan     | 957                      | 9,89       | 97               | 91546      | 91410        | Étampes        |
| Saint-Maurice-Montcouronne | 1.540                    | 9,03       | 171              | 91568      | 91530        | Palaiseau      |
| Saint-Sulpice-de-Favières  | 271                      | 4,37       | 62               | 91578      | 91910        | Étampes        |
| Sermaise                   | 1.606                    | 13,60      | 118              | 91593      | 91530        | Étampes        |
| Souzy-la-Briche            | 484                      | 7,33       | 66               | 91602      | 91580        | Étampes        |
| Vaugrigneuse               | 1.451                    | 6,06       | 239              | 91634      | 91640        | Palaiseau      |
| Villeconin                 | 768                      | 14,45      | 53               | 91662      | 91580        | Étampes        |
| Kanton Dourdan             | 67.960                   | 289,07     | 235              | 9105       | –            | –              |

Der Kanton bestand bis zur landesweiten Neugliederung der Kantone 2015 aus elf Gemeinden auf einer Fläche von 138,39 km²: Authon-la-Plaine, Chatignonville, Corbreuse, Dourdan (Hauptort), La Forêt-le-Roi, Les Granges-le-Roi, Mérobert, Plessis-Saint-Benoist, Richarville, Roinville und Saint-Escobille.

## Bevölkerungsentwicklung
| 1962 | 1968 | 1975   | 1982   | 1990   | 1999   | 2006   | 2011   |
| ---- | ---- | ------ | ------ | ------ | ------ | ------ | ------ |
| 6500 | 7825 | 10.444 | 12.330 | 14.138 | 15.176 | 15.872 | 16.707 |